# Superliga (herrvolleyboll, Serbien)
Superliga är högsta serien i volleyboll för herrar i Serbien och den som utser de serbiska mästarna. Serien består av 10 lag. den följs av den nästa högsta serien Prva Liga. Den ersatte Serbien och Montenegros förstadivision i Serbien efter att federationen Serbien och Montenegro upplösts 2006. 

## Resultat per år[1][2]
| Säsong                  | Podium                   | Podium                   | Podium                   |
| Mästare                 | Andra                    | Tredje                   |                          |
| ----------------------- | ------------------------ | ------------------------ | ------------------------ |
| 2006-07 mer information | OK Vojvodina             | OK Ribnica               | Radnički Kragujevac      |
| 2007-08 mer information | OK Röda stjärnan Belgrad | Radnički Kragujevac      | OK Vojvodina             |
| 2008-09 mer information | Radnički Kragujevac      | OK Vojvodina             | OK Röda stjärnan Belgrad |
| 2009-10 mer information | Radnički Kragujevac      | OK Röda stjärnan Belgrad | OK Partizan              |
| 2010-11 mer information | OK Partizan              | OK Vojvodina             | OK Röda stjärnan Belgrad |
| 2011-12 mer information | OK Röda stjärnan Belgrad | OK Vojvodina             | Radnički Kragujevac      |
| 2012-13 mer information | OK Röda stjärnan Belgrad | OK Partizan              | Radnički Kragujevac      |
| 2013-14 mer information | OK Röda stjärnan Belgrad | OK Vojvodina             | OK Partizan              |
| 2014-15 mer information | OK Röda stjärnan Belgrad | OK Partizan              | OK Vojvodina             |
| 2015-16 mer information | OK Röda stjärnan Belgrad | OK Vojvodina             | -                        |
| 2016-17 mer information | OK Vojvodina             | OK Röda stjärnan Belgrad | -                        |
| 2017-18 mer information | OK Vojvodina             | OK Novi Pazar            | -                        |
| 2018-19 mer information | OK Vojvodina             | OK Röda stjärnan Belgrad | -                        |
| 2019-20 mer information | OK Vojvodina             | OK Niš                   | OK Partizan              |
| 2020-21 mer information | OK Vojvodina             | OK Partizan              | OK Ribnica               |
| 2021-22 mer information | OK Vojvodina             | OK Spartak Subotica      | -                        |

## Resultat per klubb
| Lag                      | Antal titlar | Säsonger                                                      |
| ------------------------ | ------------ | ------------------------------------------------------------- |
| OK Vojvodina             | 7            | 2006-07, 2016-17, 2017-18, 2018-19, 2019-20, 2020–21, 2021-22 |
| OK Röda stjärnan Belgrad | 6            | 2007-08, 2011-12, 2012-13, 2013-14, 2014-15, 2015-16          |
| Radnički Kragujevac      | 2            | 2008-09, 2009-10                                              |
| OK Partizan              | 1            | 2010-11                                                       |